# Rijksweg 29
Rijksweg 29 (A29) is een Nederlandse rijksweg en autosnelweg.
De A29 loopt bewegwijzerd van knooppunt Vaanplein bij Barendrecht naar Knooppunt Hellegatsplein. Het is een belangrijke verbinding tussen Rotterdam en Zuidwest-Nederland. Op het traject liggen onder andere de Heinenoordtunnel en de Haringvlietbrug en de Volkerakbrug bij de Volkeraksluizen. De weg loopt vanaf IJsselmonde via de Hoeksche Waard naar Noord-Brabant.
Rijksweg 29 beslaat in de administratie van Rijkswaterstaat alleen het gedeelte Vaanplein - Klaaswaal. Het gedeelte Klaaswaal - Sabina maakt deel uit van de Rijksweg 4 naar Antwerpen, maar is ook als A29 bewegwijzerd. De hectometerpalen van dit deel waren kortstondig genummerd als A4; deze hectometerpaaltjes zijn tussen Klaaswaal en Dinteloord inmiddels voorzien van een sticker waarop de weg ook als A29 wordt aangeduid.
Bij Klaaswaal is de A29 verhoogd en met grotere ruimte tussen de rijbanen aangelegd, om de bouw van een toekomstig knooppunt met de A4 mogelijk te maken. Bij voltooiing van de A4 gaat het traject tussen Klaaswaal en Dinteloord door het leven onder dat nummer.

## Aantal rijstroken
| Traject                                  | Aantal rijstroken      | Maximumsnelheid |
| ---------------------------------------- | ---------------------- | --------------- |
| Knooppunt Vaanplein – afrit Barendrecht  | 2x4                    | 100 km/h        |
| Afrit Barendrecht – afrit Oud-Beijerland | 4+3 (in de tunnel 3+3) | 100 km/h        |
| Afrit Oud-Beijerland – knooppunt Sabina  | 2×2                    | 130 km/h*       |
| * maximumsnelheid tussen 6-19h: 100 km/h |                        |                 |